# The Ultimate Fighter: Team Joanna vs. Team Claudia Finale
The Ultimate Fighter: Team Joanna vs. Team Claudia Finale è stato un evento di arti marziali miste tenuto dalla Ultimate Fighting Championship svolto l'8 luglio 2016 all'MGM Grand Garden Arena di Las Vegas, Stati Uniti.

## Retroscena
Nel main event della card si affrontarono, per il titolo dei pesi paglia femminili UFC, la campionessa Joanna Jędrzejczyk e Cláudia Gadelha. Le due si affrontarono precedentemente all'evento UFC on Fox: dos Santos vs. Miocic del 2014, dove la polacca vinse l'incontro per decisione non unanime.
Scott Askham avrebbe dovuto affrontare Anthony Smith, ma venne rimosso dalla card il 28 aprile per infortunio e sostituito dal vincitore del reality show The Ultimate Fighter: Brazil Cézar Ferreira.
Stevie Ray doveva vedersela con Jake Matthews, ma il 2 giugno a causa di problemi con il visto d'ingresso venne rimpiazzato da Kevin Lee.
James Krause avrebbe dovuto scontrarsi con il vincitore del reality show The Ultimate Fighter: United States vs. United Kingdom Ross Pearson. Tuttavia, il 13 giugno, Krause venne rimosso dalla card e sostituito dall'ex campione dei pesi leggeri Bellator Will Brooks.

## Risultati
|                                                   | Divisione                      |                                |                                |                                | Metodo                                         | Round                          | Tempo                          | Premio                         |
| Card Principale (Fox Sports 1)                    | Card Principale (Fox Sports 1) | Card Principale (Fox Sports 1) | Card Principale (Fox Sports 1) | Card Principale (Fox Sports 1) | Card Principale (Fox Sports 1)                 | Card Principale (Fox Sports 1) | Card Principale (Fox Sports 1) | Card Principale (Fox Sports 1) |
| ------------------------------------------------- | ------------------------------ | ------------------------------ | ------------------------------ | ------------------------------ | ---------------------------------------------- | ------------------------------ | ------------------------------ | ------------------------------ |
| Sfida valida per il titolo di campione indiscusso | Pesi Paglia (F)                | Joanna Jędrzejczyk (c)         | batte                          | Cláudia Gadelha                | Decisione unanime (48-46, 48-45, 48-46)        | 5                              | 5:00                           | FOTN                           |
| Finale del torneo The Ultimate Fighter 23         | Pesi Mediomassimi              | Andrew Sanchez                 | batte                          | Khalil Rountree                | Decisione unanime (30-25, 30-25, 30-26)        | 3                              | 5:00                           |                                |
| Finale del torneo The Ultimate Fighter 23         | Pesi Paglia (F)                | Tatiana Suarez                 | batte                          | Amanda Cooper                  | Sottomissione (D'Arce Choke)                   | 1                              | 3:43                           | POTN                           |
|                                                   | Pesi Leggeri                   | Will Brooks                    | batte                          | Ross Pearson                   | Decisione unanime (29-28, 29-28, 29-28)        | 3                              | 5:00                           |                                |
|                                                   | Pesi Piuma                     | Doo Ho Choi                    | batte                          | Thiago Tavares                 | KO (pugni)                                     | 1                              | 2:42                           | POTN                           |
|                                                   | Pesi Leggeri                   | Joaquim Silva                  | batte                          | Andrew Holbrook                | KO (pugni)                                     | 1                              | 0:34                           |                                |
| Card Preliminare (Fox Sports 1)                   |                                |                                |                                |                                |                                                |                                |                                |                                |
|                                                   | Pesi Piuma                     | Gray Maynard                   | batte                          | Fernando Bruno                 | Decisione unanime (30-27, 30-27, 30-27)        | 3                              | 5:00                           |                                |
|                                                   | Pesi Mosca                     | Matheus Nicolau                | batte                          | John Moraga                    | Decisione non unanime (29-28, 28-29, 29-28)    | 3                              | 5:00                           |                                |
|                                                   | Pesi Mediomassimi              | Josh Stansbury                 | batte                          | Cory Hendricks                 | Decisione di maggioranza (29-27, 29-27, 28-28) | 3                              | 5:00                           |                                |
|                                                   | Pesi Medi                      | Cézar Ferreira                 | batte                          | Anthony Smith                  | Decisione unanime (29-28, 29-28, 29-28)        | 3                              | 5:00                           |                                |
| Card Preliminare (UFC Fight Pass)                 |                                |                                |                                |                                |                                                |                                |                                |                                |
|                                                   | Pesi Leggeri                   | Kevin Lee                      | batte                          | Jake Matthews                  | KO Tecnico (pugni)                             | 1                              | 4:06                           |                                |
|                                                   | Pesi Welter                    | Li Jingliang                   | batte                          | Anton Zafir                    | KO (pugno)                                     | 1                              | 2:46                           |                                |

## Premi
I lottatori premiati ricevettero un bonus di 50.000 dollari.
Legenda:
- FOTN: Fight of the Night (vengono premiati entrambi gli atleti per il miglior incontro dell'evento)
- POTN: Performance of the Night (viene premiato il vincitore per la migliore performance dell'evento)

## Incontri Annullati
|  | Divisione    |               |        |               | Motivo                          |
|  | ------------ | ------------- | ------ | ------------- | ------------------------------- |
|  | Pesi Medi    | Scott Askham  | contro | Anthony Smith | Askham subì un infortunio       |
|  | Pesi Leggeri | Jake Matthews | contro | Stevie Ray    | Rat ebbe problemi con il visto  |
|  | Pesi Leggeri | Ross Pearson  | contro | James Krause  | Krause venne rimosso dalla card |